# Второстепенни части на изречението
Второстепенните части на изречението са такива части на изречението, които поясняват главните му части или други второстепенни части.
Второстепенни части на изречението:
- допълнение – пряко и непряко;
- обстоятелствено пояснение – за място, за време, за начин, за количество и степен, за причина;
- определение – съгласувано и несъгласувано;
- приложение;
- сказуемно определение.